# Équation à un inconnu
Équation à un inconnu è un film pornografico gay francese diretto da Dietrich de Velsa, uscito nel 1980 e rieditato nel 2020.

## Trama
Un giovane motociclista è impegnato in un numero sempre maggiore di incontri sessuali, partendo dallo spogliatoio di una partita di calcio fino ad una sfrenata orgia in sogno.

## Produzione
Il regista aveva recitato come attore in due film di Guy Gilles, Le Journal d'un combat (1964) e Au pan coupé (1968). Équation à un inconnu fu il suo unico film realizzato come regista.
Gli attori Gianfranco Longhi, Jean-Jacques Loupmon, Éric Guadagnan e Gabsi avevano precedentemente recitato nel porno gay Homologues ou la soif du mâle (1977) di Jacques Scandelari.

## Riscoperta
Il film, che si è creduto perduto per decenni, è stato riscoperto dal regista Yann Gonzalez durante le sue ricerche per il film Un couteau dans le cœur. Gonzalez ha provveduto a far restaurare il film partendo dal negativo e ha provveduto a diffonderlo affinché fosse conosciuto da un pubblico più numeroso.